# Sveta ljubav
«Sveta Ljubav» (Amor sagrado) es la canción que representó a Croacia en el Festival de la Canción de Eurovisión 1996, cantada en croata por Maja Blagdan.
La canción fue presentada en la posición número 7 en el Festival de la Canción de Eurovisión 1996, y consiguió un 4º puesto con 98 puntos, siendo así la mejor representación para Croacia en el festival hasta el 1999.